# Philippe Sylvestre Dufour

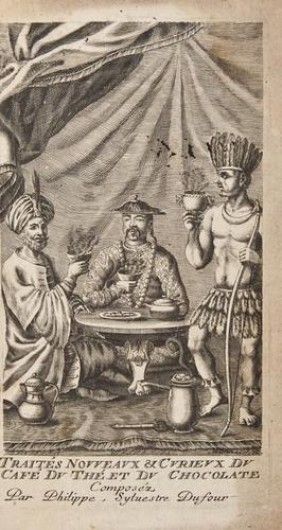
Philippe Sylvestre Dufour, 'Traités novveavx & cvrievx dv café dv thé et dv chocolate', c. 1671

Philippe Sylvestre Dufour, né à Manosque en 1622 et mort à Vevey (Canton de Vaud) vers 1687 est un apothicaire, banquier, collectionneur et auteur protestant installé à Lyon.

## Biographie
Né à Manosque en Provence de Philippe Sylvestre, un marchand marseillais, et de Marguerite Dufour, il accola le nom de Dufour à son patronyme lorsque son oncle maternel Annibal Dufour en fit son héritier universel.
Philippe Sylvestre Dufour se maria en 1653 à Jeanne Philibert à Lyon. Le couple eut cinq enfants baptisés au temple protestant de Saint-Romain-de-Couzon, dont trois arrivèrent à l'âge adulte : Philippe (1655), Alexandre (1656), Pierre (né et mort en 1658), Anne (1659), et Daniel (né et mort en 1661). Philippe Sylvestre Dufour demeurait rue de Flandres, dans le quartier de la collégiale Saint-Paul.
En septembre 1685, il s'exila en compagnie de son ami le médecin Jacob Spon lorsque l'exercice des professions médicales fut interdit aux Protestants. Dufour retrouva à Genève sa fille Anne, mariée au banquier Jean Ployard. Il y avait mis depuis quelques mois une partie de ses biens en sécurité. Par la suite, il s'installa à Vevey où résidaient quelques protestants lyonnais réfugiés et y mourut en 1687.

## Curieux et collectionneur
Philippe Sylvestre Dufour, fut l'un des plus riches apothicaires lyonnais par la fortune héritée de sa famille et par son commerce lucratif de drogues en provenance d'Orient. Il se constitua un cabinet de curiosités, l'un des plus fournis de la ville. Jacob Spon le cite dans la liste des curieux lyonnais qu’il donne à la fin de son ouvrage Recherche des antiquités et curiosités de la ville de Lyon. L'apothicaire collectionnait les « raretés du levant, pièces de tours, médailles antiques et modernes en tous métaux, curiosités des Indes, etc. ». Ils s'associèrent pour acquérir les trésors monétaires et les collections en vente dans les environs de Lyon. Spon lui fournissait une expertise sur les médailles en échange d'argent. De par son négoce et ses qualités d'homme de lettres, il entretint un vaste réseau de correspondance épistolaire avec des diplomates, des voyageurs et des savants européens parmi lesquels le bibliothécaire Henri Justel, et l'écrivain François Charpentier à Paris, le chevalier Laurent d'Arvieux consul de France à Alep, le comte de Guilleragues, ambassadeur de France à Constantinople. Cette correspondance, qui n'a pas été conservée, fit de lui l'un des principaux intermédiaires de la République des Lettres à Lyon. Le père jésuite Athanase Kircher, fut consulté en 1673 par Dufour pour déchiffrer les inscriptions d'un sarcophage de momie qu'il venait de recevoir d’Égypte. Kircher publia en 1676 leur échange épistolaire et ses explications dans un ouvrage. 

## Publications
Philippe Sylvestre Dufour publia deux ouvrages qui reçurent un excellent accueil de la République des Lettres.
- De l'usage du caphé, du thé et du chocolate, Lyon, Jean Girin et Barthélémy Rivière, 1671.

L'ouvrage traite des vertus curatives de ces boissons. La partie sur le chocolat est une traduction de l’espagnol par le médecin parisien René Moreau (1587-1656) d’une relation de Antoine Colmenero de Ledesma. Jacob Spon à qui on attribue à tort la paternité de l'ouvrage, est peut-être le traducteur de la partie sur le café, arrivée entre les mains de Dufour en latin. Une nouvelle édition largement remaniée parut à Lyon en 1685 sous le titre Traités nouveaux et curieux du café du thé et du chocolate, où Dufour s’attarde davantage sur la manière de préparer le café. L'édition de 1685 connut une large diffusion et fut plusieurs fois traduite et rééditée.
- Instruction morale d'un père à son fils, qui part pour un long voyage : ou, Maniere aisée de former un jeune homme à toutes fortes de vertus, Lyon, Antoine Cellier fils, 1678.

Dufour s’érige en moraliste pour un de ses fils qui partit s’établir à Alep comme marchand. Cette ville de Syrie comptait en effet une petite communauté de marchands lyonnais. L’ouvrage connut un beau succès, fut traduit en allemand, en flamand, en anglais et en latin et fut réédité régulièrement jusqu'au XIXe siècle.